# Wickliffe
Wickliffe város az Amerikai Egyesült Államok Kentucky államában, Ballard megyében, melynek megyeszékhelye is. Lakosainak száma 670 fő (2020. április 1.).

## Népesség
A település népességének változása:

| 2010 | 688 |
| 2020 | 670 |